# L'Arche de Zoé
L'Arche de Zoé est une association française loi de 1901 qui déclarait avoir pour objectif l'aide aux enfants orphelins et l'aide humanitaire.
Elle fait la une de l'actualité en octobre 2007 lorsque les forces de police du Tchad arrêtent tous les participants d'une opération alors qu'ils s'apprêtent à embarquer cent-trois enfants dans un avion affrété pour les emmener en Europe. La justice tchadienne condamne alors les principaux membres aux travaux forcés pour « tentative d'enlèvement de mineurs tendant à compromettre leur état civil, faux et usage de faux en écriture publique et grivèlerie ». Le processus judiciaire voit également l'intervention du président de la République du Tchad, Idriss Déby, et du président de la République française, Nicolas Sarkozy. Des voix dénoncent une opération portée par une philosophie néocolonialiste, notamment celle de l'homme politique français Noël Mamère qui décrit un « néocolonialisme compassionnel ».
Rapatriés en France le 28 décembre 2007, les six membres de l'Arche de Zoé voient leur peine de travaux forcés commuée en huit ans de prison ferme le 28 janvier 2008. L'affaire trouve en partie son épilogue le 31 mars 2008 avec la grâce présidentielle tchadienne qui leur est accordée, puis leur libération immédiate. Un procès en France a commencé en 2012 en l'absence des deux principaux accusés.
Depuis lors, le site Internet de l'association n'est plus consacré qu'à la défense de l'opération tchadienne et au rappel des opérations passées.
Au terme du procès en France, le 12 février 2013, le tribunal correctionnel de Paris condamne le président de l'association Éric Breteau et sa compagne Émilie Lelouch à deux ans de prison ferme et à payer chacun une amende de 50 000 euros (placés immédiatement en détention, ils font appel de leur condamnation), les quatre autres prévenus sont condamnés à des peines de six mois à un an de prison avec sursis pour deux d'entre eux. L'association, poursuivie en tant que personne morale, est condamnée à une amende de 100 000 euros et sa dissolution est prononcée. Le 14 février 2014, la Cour d'appel de Paris ramène les condamnations d'Eric Breteau et d'Emilie Lelouch à deux ans avec sursis. Dans son arrêt, la Cour d'appel de Paris les relaxe de l'accusation de "tentative d'aide à l'entrée et au séjour irrégulier d'enfants de moins de quinze ans", en estimant que l'identité tchadienne des enfants n'était qu'une rumeur véhiculée par les médias et que les enfants originaires du Darfour pouvaient légalement prétendre au droit d'asile.

## Historique de l'association
L'association a été fondée et est présidée par Éric Breteau, pompier volontaire à Argenteuil et par ailleurs ancien président de la Fédération française de 4×4.
Créée à l'origine pour venir en aide aux enfants victimes du tsunami de décembre 2004 en Asie, notamment dans la région de Banda Aceh en Indonésie, elle étend ses activités au Soudan et au Tchad en 2007, au travers de l'« Opération Darfour », également désignée comme opération « Children Rescue ».
Lors des opérations de l'association au Darfour, deux associations connexes regroupant les familles qui souhaitaient accueillir des orphelins du Darfour sont créées :
- Le Collectif des familles pour les orphelins du Darfour (COFOD) en France le 17 juillet 2007[5],
- Kiro et Louna — COFOD en Belgique le 14 septembre 2007[6].

## Actions en Indonésie
En 2005 et 2006, l'association travaille à la réhabilitation des zones sinistrées en Indonésie, lors du tsunami de décembre 2004 dans la région. L'association met en place quatre camps de réfugiés à l'ouest de Banda Aceh. 

## L'affaire tchadienne

### Le projet de l'association
L'« Opération Darfour 2007 » vise à collecter des dons et dit vouloir organiser l'évacuation d'enfants de moins de 5 ans orphelins (jusqu'à 10 000) afin de leur faire obtenir un statut de demandeur d'asile via des familles d'accueil, voire de permettre par la suite à ces familles d'accueil de procéder à une adoption simple ou plénière des enfants recueillis à la condition nécessaire que l'asile ait été accordé, puis que l'administrateur ad hoc qui représente l'enfant ait fait une demande de naturalisation, que celle-ci ait été acceptée, ce qui permettrait la demande d'agrément et l'attribution éventuelle par les services compétents de l'aide sociale à l'enfance (ASE). Les dons faits à l'association étaient en moyenne de 1 490 € par famille.

### Déroulement de l'opération
L'association se fait enregistrer sous le nom de « Children Rescue » à Abéché, dans l'est du Tchad. Officiellement, elle est censée gérer un centre de soins pour les enfants victimes du conflit au Darfour. « Elle prétend avoir l'agrément du Haut Commissariat pour les réfugiés de l'ONU et des autorités tchadiennes ».
Au moins une partie des parents des enfants concernés ont été trompés sur la vraie nature du projet. Les membres de l'association l'Arche de Zoé sont accusés d'avoir su qu'il ne s'agissait pas d'orphelins, tout en le niant. Des organisations humanitaires telles que l'UNICEF ont dénoncé la démarche de l'Arche de Zoé.
Le 26 octobre 2007, la secrétaire d'État aux droits de l'homme de la République française, Rama Yade, juge l'opération « illégale et irresponsable ». Elle assure que les autorités françaises ont « tout fait » pour empêcher les responsables de l'opération de réaliser leur projet. Deux jours plus tard, le Président de la République française, Nicolas Sarkozy, lui emboîte le pas et dénonce une opération « illégale » et « inacceptable ».

#### Arrestations
Le 25 octobre 2007, plusieurs bénévoles et responsables de l'association, qui accompagnaient un groupe de 103 enfants sur le point de quitter le Tchad, sont arrêtés par les autorités du pays, de même que les membres d'équipage du Boeing 757-200 affrété à cet effet auprès d'une compagnie espagnole de charters (la société Girjet (en)). Ils sont soupçonnés par les autorités locales de se livrer à un enlèvement d'enfants qu'ils font passer pour une évacuation sanitaire, les enfants étant couverts de faux bandages et de perfusions factices. Le président tchadien, Idriss Déby, affirme que les enfants concernés ne sont pas orphelins et qu'ils ont pu être « enlevés » pour alimenter « des réseaux pédophiles » ou encore « un réseau de trafic d'organes ». L'association évoque quant à elle une opération destinée à « évacuer vers l'Europe des enfants orphelins du Darfour », victimes de la guerre civile qui sévit dans cette région.
Au total, six personnes liées à L'Arche de Zoé, dont le président de l'association Éric Breteau et sa compagne Émilie Lelouch, le président du COFOD Philippe Van Winckelberg, le vice-président du COFOD Alain Peligat, la vice-présidente du COFOD et journaliste Marie Agnès Peleran, ainsi que deux autres journalistes qui les accompagnaient, sept Espagnols et deux Tchadiens, sont mis en détention à Abéché, une des villes de l'Est tchadien,.
Marie Agnès Peleran, journaliste à France 3 Méditerranée et vice-présidente du COFOD, avait pris un congé sans solde pour participer à l'opération. Les deux autres journalistes couvraient l'opération humanitaire pour les médias : Marc Garmirian, reporter de l'Agence CAPA, et Jean-Daniel Guillou du collectif photo Synchro-X.

#### Perquisition en France
Vendredi 26 octobre 2007, la justice française effectue une perquisition au siège de l'association qui est également la résidence parisienne du président de l'Agence d'évaluation de la recherche et de l'enseignement supérieur, Jean-François Dhainaut, ainsi qu'au domicile d'Eric Breteau, dans le cadre d'une information judiciaire « pour exercice illicite de l'activité d'intermédiaire en adoption de mineurs ou de placement en vue d'une adoption éventuelle de la part des familles d'accueil et après avoir suivi le processus administratif en vigueur conformément à la loi ». 

#### Inculpations
Cette affaire acquiert rapidement un fort écho dans les médias et devient également politique. Le 30 octobre 2007, les neuf Français sont inculpés d'enlèvement de mineurs et d'escroquerie, tandis que les sept Espagnols sont inculpés de complicité d'enlèvement.
Selon une rumeur émanant de l'Ambassadeur de France au Tchad, il existerait une enquête menée conjointement par l'Unicef, le Haut Commissariat des Nations unies pour les réfugiés et le Comité international de la Croix-Rouge, 85 % des enfants que transportait L'Arche de Zoé ne sont pas orphelins (75 % ont leurs deux parents, 10 % en ont un) et les trois quarts sont tchadiens (des ethnies Masalit et Zaghawa). En janvier 2013, la Cour d'Appel d'Aix en Provence a estimé que l'identité tchadienne des enfants n'a jamais été démontrée lors du procès de N'Djamena de décembre 2007.
Le 31 octobre 2007, Jacques Wilmart (1935-2015), pilote d'avion belge qui avait transporté entre la frontière tchado-soudanaise et Abéché une partie des 103 enfants, est inculpé et écroué.
Le 3 novembre 2007, Nicolas Sarkozy se rend au Tchad. Ce même jour, la justice tchadienne libère les trois journalistes français et les quatre hôtesses espagnoles. Ils sont ramenés dans leurs pays respectifs avec l'avion présidentiel français jusqu'à l'aéroport militaire de Villacoublay après une conférence de presse commune Sarkozy-Déby. Après une première escale à Madrid et une brève conférence de presse conjointe entre Nicolas Sarkozy et José Luis Rodríguez Zapatero, l'avion gagne le territoire français.
Le 9 novembre 2007, les trois Espagnols et le pilote belge qui étaient inculpés de complicité avec L'Arche de Zoé sont remis en liberté.

### Procès

#### Le procès tchadien
Le procès a débuté le 21 décembre 2007 devant la Cour criminelle de N'Djamena.
Les six ressortissants français sont accusés de « tentative d'enlèvement » sur 103 enfants prétendus orphelins. D'après le code pénal tchadien, Éric Breteau (37 ans), Émilie Lelouch (31 ans), Alain Péligat (56 ans), Philippe Van Winkelberg (48 ans), Dominique Aubry (50 ans) et Nadia Merimi (31 ans) encourent de 5 à 20 ans de prison accompagnés de travaux forcés.
Le réquisitoire du procureur général a plaidé pour une peine de 7 à 11 ans de travaux forcés tandis que les avocats des accusés ont plaidé l'acquittement.
Le verdict rendu par la cour de justice le 26 décembre 2007 à 18h30 condamne les six membres de l'association à huit ans de prison assortis de travaux forcés et à une condamnation pécuniaire de 4,12 milliards de francs CFA soit environ 6,5 millions d'euros (40 millions de francs CFA par enfant), à payer aux familles solidairement avec deux autres condamnés dans cette affaire.

#### Retour en France
Le 28 décembre 2007, à 21h10, ils sont rapatriés en France, à l'aéroport du Bourget, afin qu'ils puissent purger leur peine conformément aux conventions existant entre le Tchad et la France pour l'extradition des ressortissants condamnés de ces deux pays.
Ils sont placés dans la prison de Fresnes, précisément au centre médical de la prison, les six membres de l'arche de Zoé étant affaiblis par une grève de la faim qu'ils ont entreprise au Tchad.
Lors de l'audience du 28 janvier 2008, le tribunal correctionnel de Créteil a déterminé 8 années de prison ferme comme peine équivalente aux huit ans de travaux forcés auxquels ils ont été condamnés au Tchad. À la suite de cette transposition de la peine en droit français, une demande de grâce a été déposée par les avocats auprès des autorités tchadiennes.

#### La grâce présidentielle tchadienne
En pleine guerre civile tchadienne, des troupes spéciales françaises, sur décision personnelle de Nicolas Sarkozy, permettent au président du Tchad Idriss Déby Itno de sauver son régime en février 2008. Cette aide explique peut-être que le 31 mars 2008, Idriss Déby signe un décret leur accordant la grâce présidentielle. Dans la soirée, les six membres de l'Arche de Zoé sont tous libérés.
Toutefois, quatre d'entre eux (Éric Breteau, Émilie Lelouch, Philippe van Winkelberg, et Alain Péligat) restent visés par une instruction menée par le parquet de Paris pour « exercice illégal de l'activité d'intermédiaire en vue d'adoption », « aide au séjour irrégulier de mineurs étrangers en France » et « escroquerie ».
La question des 4,12 milliards de francs CFA (6,3 millions d'euros) que les condamnés doivent toujours verser « solidairement » aux familles des 103 enfants reste également posée. Cette question « n'est pas concernée par la grâce », a insisté le gouvernement tchadien.

#### Procès en France
L'association, son président Éric Breteau et cinq de ses membres (Émilie Lelouch, Philippe van Winkelberg, Alain Péligat, Dominique Aubry et Nadia Merimi), sont renvoyés devant la juridiction correctionnelle en octobre 2010. Les deux juges d'instruction ont estimé que les trois premiers pourraient être accusés d'« escroquerie au préjudice de 358 familles accueillantes et de bénévoles », d'aide à l'entrée et au séjour irrégulier de mineurs étrangers en France et d'exercice illégal de l'activité d'intermédiaire en vue d'adoption, chefs passibles de dix ans de prison et de 750 000 euros d'amende. Les juges ont en revanche conclu à un non-lieu vis-à-vis de Nadia Merimi et Dominique Aubry.
En octobre 2011, un procès est intenté par l'État tchadien contre le docteur Philippe Van Winkelberg, auquel il réclame des dommages et intérêts de 6,3 millions d'euros. Le Tchad est débouté à l'issue du procès. En décembre 2012, alors que les membres de l'association devaient comparaître en correctionnelle, ils font savoir à la justice qu'ils n'avaient « pas envie de s'expliquer ». Les deux principaux protagonistes, Éric Breteau et Émilie Lelouch, vivent à cette époque en Afrique du Sud.
Le 12 février 2013, Éric Breteau et Émilie Lelouch, qui ne sont présents que le jour du délibéré, sont condamnés par le tribunal correctionnel de Paris à trois ans de prison dont deux ans d'emprisonnement ferme et, chacun, à 50 000 € d'amende. Ils sont par ailleurs interdits d'exercer toute profession d'accueil, d'hébergement ou de placement de mineurs. D'autres collaborateurs de l'Association sont condamnés à des peines plus légères, et L'Arche de Zoé, en tant que personne morale, a été condamnée à une amende de 100 000 €, et sa dissolution a été prononcée.
En avril 2013, la justice accepte la libération d'Éric Breteau et Émilie Lelouch sous contrôle judiciaire, en attendant leur procès en appel.
Le 14 février 2014, la cour d'appel relaxe le logisticien de l'association, Alain Péligat, et après avoir déclaré coupables Éric Breteau et Émilie Lelouch, réforme les peines prononcées à leur encontre en première instance, les condamnant à deux ans d'emprisonnement intégralement assortis du sursis simple, et chacun, à 50 000 € d'amende. Éric Breteau et Émilie Lelouch forment un pourvoi en cassation qui est rejeté le 17 février 2016, rendant leur condamnation définitive.

## Réactions médiatiques et officielles

### Réactions du public africain
Les réactions tchadiennes et africaines sur l'affaire furent nombreuses, notamment la dénonciation de l'ingérence française dans la justice tchadienne, cette dernière étant aussi critiquée pour ses nombreuses carences, comme celle d'avoir passé sous silence le rôle du ministère français des Affaires étrangères.
L'opinion sur l'intervention du président Nicolas Sarkozy est elle aussi partagée. Le député tchadien Yorongar, notamment, reprend dans sa lettre ouverte au président français les accusations concernant l'implication de François Sarkozy, le frère cadet du président, dans l'affaire.
Le 12 avril 2009, deux otages sont menacées de mort par un groupe armé (se faisant appeler « les Aigles de libération d'Afrique ») si la France ne rejuge pas l'arche de Zoé. L'une des deux otages est une travailleuse humanitaire française, l'autre étant québécoise. Le 30 avril, les deux otages sont libérées.

### Réactions en France
Faisant suite aux vives critiques des ONG, l'action de l'association est condamnée par de nombreux intervenants en France. L'homme politique français Noël Mamère fustige un « néocolonialisme compassionnel ». Rama Yade, parle d'acte « illégal et irresponsable ».

### Polémique à propos du lien avec Paris Biotech Santé
Le 26 octobre 2007, la justice française a effectué une perquisition au siège de l'association L'Arche de Zoé, qui est également la résidence parisienne de Jean-François Dhainaut qui est le père de Stéphanie Dhainaut-Lefebvre, trésorière puis secrétaire générale de l'Arche de Zoé, et directrice adjointe de Paris Biotech Santé.
Paris Biotech Santé est une association entre diverses universités et centres de recherche visant à développer des applications de la recherche médicale. Certains médias, dont Afrik, Cawa ou Le Nouvel Observateur, ont souligné les liens organiques qui existeraient entre l'Arche de Zoé et Paris Biotech Santé.
Par ailleurs, François Sarkozy, frère du président français Nicolas Sarkozy et médecin, est membre du comité d'évaluation de Paris Biotech Santé, ce qui expliquerait pour ces médias l'intervention du chef de l'État français dans cette affaire.
Dans un premier temps, l'association Paris Biotech Santé a démenti tout lien avec l'Arche de Zoé autre que la double fonction de Stéphanie Lefebvre. Par la suite, une lettre d'intention a été rendue publique faisant état d'un financement direct de Paris Biotech à L'Arche de Zoé, depuis l'opération tsunami en Asie du Sud ouest.

## Liste des parrains de l'association
- Carole Montillet, marraine de l'association au moment de l'intervention en Indonésie.
- Parrain de l'association au moment de l'intervention en Indonésie, le pilote automobile Hubert Auriol annonce ne plus être en relation avec l'association[45].

## Cinéma
- 2016 : Les Chevaliers blancs de Joachim Lafosse